# Alfred Adolph (Politiker)
Alfred Adolph (* 30. Juli 1895 als Alfred Adolf in Sommerfeld; † 27. April 1959 in Berlin) war ein deutscher Funktionär der KPD und der SED.

## Leben
Alfred Adolf wurde 1895 in Sommerfeld in der Niederlausitz als Sohn eines Zigarrenmachers geboren. Nach dem Besuch der Volksschule von 1902 bis 1909 in Weißwasser machte er eine Berufsausbildung zum Schlosser und Dreher, die er 1912 beendete und denen zwei Jahre Wanderschaft bis 1914 folgten. Von 1915 bis 1918 leistete Adolf seinen Militärdienst ab.
1918 wurde er Mitglied des Spartakusbundes und des Arbeiterrates in Weißwasser. 1918 gehörte er auch zu den Mitbegründern der USPD in der Lausitz. 1920 trat er der KPD bei. Wegen seiner aktiven Rolle bei Metallarbeiterstreiks in der Lausitz 1921 und 1922 wurde er entlassen. Adolph wurde 1922 Funktionär der KPD im Berliner Wedding. Von 1923 bis 1925 arbeitete er bei Siemens in Berlin und wurde dort 1924 Betriebsratsmitglied. Von 1926 bis 1928 war er wiederum arbeitslos. Ab 1928 arbeitete er für den KPD-Nachrichtendienst und war bis 1929 an die Lenin-Schule in Moskau delegiert. Nach seiner Rückkehr wurde er 1930 Leiter der KPD-Unterbezirke Berlin-Ost bzw. Berlin-Mitte. Von 1932 bis 1933 war er Sekretär für militärpolitische Fragen bei der Bezirksleitung der KPD.

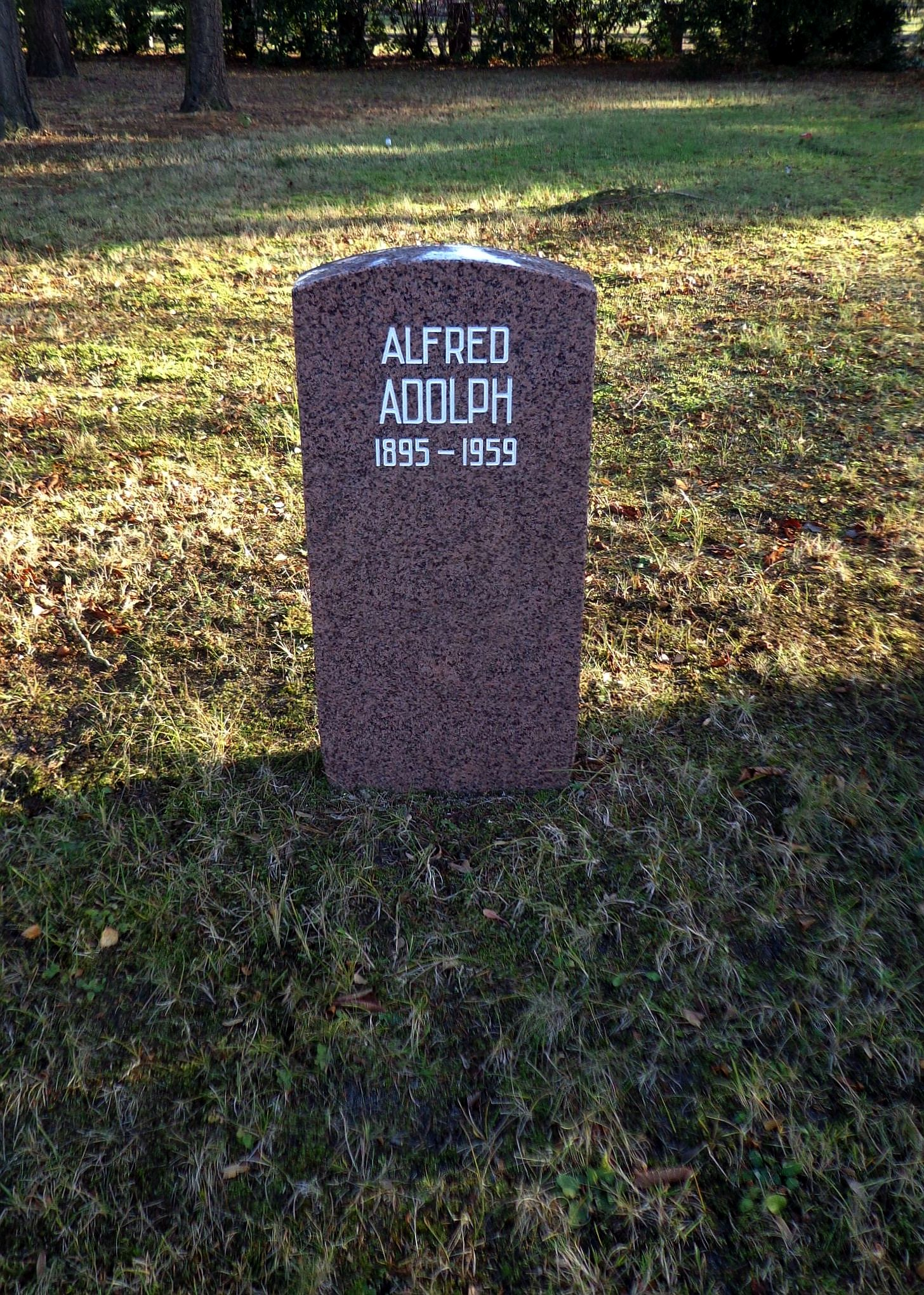
Grabstätte

Nach dem Machtantritt Hitlers floh er 1933 vor der Verfolgung durch die Nazis nach Prag und weiter in die Sowjetunion, wo er bis 1934 blieb. 1935 kehrte er „illegal“ nach Deutschland zurück und arbeitete als Instrukteur der KPD in Westdeutschland. Im selben Jahr ging er im Auftrag der Partei nach Rotterdam, wo er für die International Union of Seamen and Harbour Workers arbeitete. Er war beteiligt an einer mit Sabotageakten auf Schiffe betrauten Gruppe. Ab 1936 war er in der Schweiz als Verbindungsmann nach Deutschland tätig. 1937 wurde er in Zürich festgenommen und wegen politischer und nachrichtendienstlicher Tätigkeit zu 10 Monaten Haft verurteilt. 1939 wurde er nach Frankreich ausgewiesen und dort interniert. Adolf, der sich nun Adolph nennt, arbeitete ab 1940 in der KPD-Leitung in Südfrankreich und ab 1943 für die Zeitschrift Soldat am Mittelmeer sowie für das Komitee Freies Deutschland für den Westen (KFDW) von der Bewegung Freies Deutschland. 1943 und 1944 war er auch als deutschsprachiger Sprecher beim Sender Radio Toulouse tätig.
1946 kehrte Adolph nach Deutschland zurück. In Berlin trat er der SED bei. Von 1946 bis 1950 war er beim Suchdienst für vermisste Deutsche tätig, den er mit aufbaute. Als Leiter der Hauptabteilung Information und Presse war er auch Herausgeber der Suchzeitung. Ab 1949 leitete Adolph den Suchdienst.
Ab 1950 war er Geschäftsführer der DEWAG in Berlin. 
1957 wurde ihm in Anerkennung seiner Verdienste die Auszeichnung Vaterländischer Verdienstorden in Bronze verliehen.
Seine Urne wurde in der Grabanlage Pergolenweg des Berliner Zentralfriedhofs Friedrichsfelde beigesetzt.